# Taça Guanabara de 1972
A Taça Guanabara de 1972 foi a oitava edição da Taça Guanabara e pela primeira vez o primeiro turno do Campeonato Carioca de Futebol de 1972, passando a ser parte integrante dele. O vencedor foi o Flamengo.

## Fórmula de disputa
Os 12 participantes jogaram contra os demais participantes apenas em jogos de ida no sistema de pontos corridos.

## Grupo único
| 1  | Flamengo      | 20 | 11 | 9 | 2 | 0 | 23 | 5  | +18 |
| 2  | Fluminense    | 18 | 11 | 8 | 2 | 1 | 24 | 10 | +14 |
| 3  | Botafogo      | 15 | 11 | 6 | 3 | 2 | 15 | 7  | +8  |
| 4  | Vasco da Gama | 15 | 11 | 6 | 3 | 2 | 8  | 5  | +3  |
| 5  | America       | 14 | 11 | 5 | 4 | 2 | 21 | 10 | +11 |
| 6  | Olaria        | 13 | 11 | 4 | 5 | 2 | 13 | 12 | +1  |
| 7  | São Cristóvão | 9  | 11 | 3 | 3 | 5 | 12 | 18 | -6  |
| 8  | Bonsucesso    | 8  | 11 | 1 | 6 | 4 | 9  | 10 | -2  |
| 9  | Campo Grande  | 8  | 11 | 3 | 2 | 6 | 11 | 23 | -12 |
| 10 | Portuguesa-RJ | 5  | 11 | 1 | 3 | 7 | 8  | 18 | -10 |
| 11 | Bangu         | 5  | 11 | 2 | 1 | 8 | 9  | 20 | -11 |
| 12 | Madureira     | 2  | 11 | 0 | 2 | 9 | 4  | 19 | -15 |

## Premiação
| Taça Guanabara de 1972       |
| Rio de Janeiro               |
| ---------------------------- |
| FLAMENGO Campeão (2º título) |